# لیدیا لاسیلا
لیدیا لاسیلا (انگلیسی: Lydia Lassila؛ زادهٔ ۱۷ ژانویهٔ ۱۹۸۲) اسکی‌باز نمایشی اهل استرالیا است.
وی در مسابقات کشوری و بین‌المللی در مجموع برندهٔ ۱ مدال طلا، ۱ مدال برنز شده‌است.

## زندگی شخصی
لیدیا لاسیلا متولد ۱۷ ژانویه ۱۹۸۲ در ملبورن استرالیا است. او از تبار یونانی-قبرسی و ایتالیایی است. مادرش ایتالیایی و پدرش قبرسی است.
لاسیلا تحصیلات ابتدایی خود را در بانوی ما از دبستان مفهوم بی عیب و نقص در سانشاین، ویکتوریا به پایان رساند و تحصیلات متوسطه خود را در کالج خانم‌های متودیست، ملبورن و مدرسه دستور زبان وستبورن به پایان رساند. او مدرک کارشناسی علوم کاربردی (جنبش انسانی) را در دانشگاه RMIT به پایان رساند. او با لاوری لاسیلا، اسکی باز حرفه ای سابق فنلاندی ازدواج کرده‌است که حرفه اش شامل قرار دادن دوم در مغول‌ها در مسابقات جهانی اسکی آزاد FIS در سال ۱۹ بود. او اولین پسرش را در سال ۲۰۱۱ پس از پیروزی در گلد در بازی‌های المپیک زمستانی ونکوور ۲۰۱۰ به دنیا آورد. پسر دوم او در سال ۲۰۱۵ پس از بازی‌های المپیک زمستانی سوچی ۲۰۱۴ به دنیا آمد و در آنجا مدعی برنز شد.